# Grewia viridiflora
Grewia viridiflora là một loài thực vật có hoa trong họ Cẩm quỳ. Loài này được Teijsm. & Binn. mô tả khoa học đầu tiên năm 1864.